# Sven Hulterström
Sven Åke Hulterström, född 14 maj 1938 i Mölndal, är en svensk politiker (socialdemokrat). Han var bland annat mångårig kommunalpolitiker i Göteborg, statsråd 1985–1990 samt riksdagsledamot 1985–1990 och 1994–2002.

## Biografi
Sven Hulterström var länge verksam som kommunalpolitiker, kommunalråd i Göteborg 1971–1985 och ordförande i kommunstyrelsen där 1976–79 och 1982–85. Han var också ordförande för Göteborgs arbetarekommun 1975–97 och ordförande i den valberedning som lade fram förslag på efterträdare till Ingvar Carlsson som partiledare för socialdemokraterna 1995.
Som statsråd var han kommunikationsminister 1985–1989 och socialminister 1989–1990.
I riksdagen var han ordinarie ledamot 1985–1990 och 1994–2002. Han var bland annat gruppledare i den socialdemokratiska riksdagsgruppen 1994–2001 och ordförande i riksbanksfullmäktige 1998–2002.

## Utmärkelser
- 2002 – Tilldelad Hans majestät konungens medalj av 12:e storleken med högblått band.